# Чіналієв Улукбек Кожомжарович
Улукбек Кожомжарович Чіналієв (23 жовтня 1946) — киргизький дипломат. Надзвичайний і Повноважний Посол Киргизстану в Україні.

## Біографія
Народився 23 жовтня 1946 року в с. Ленін-Джол Ленінського району Ошської області Киргизької РСР. У 1971 закінчив МВТУ ім. Н.Баумана, інженер-механік. Кандидат політичних наук, почесний доктор, професор філософії і політології
З 1965 до 1971 — Студент Московського Вищого Технічного Училища ім. Н.Баумана, м.Москва
З 1971 до 1972 — Начальник штабу студентських будівельних загонів ЦК ЛКСМ Киргизії, м. Фрунзе
З 1972 до 1974 — Комісар Республіканського штабу студентських будівельних загонів ЦК ЛКСМ Киргизії, м. Фрунзе
З 1974 до 1975 — Завідувач відділом пропаганди і агітації ЦК ЛКСМ Киргизії, м. Фрунзе
З 1975 до 1976 — Інструктор відділу організаційно-партійної роботи Міського Комітету Фрунзе Комуністичної партії Киргизії
З 1976 до 1981 — Перший секретар Фрунзенського ГК ЛКСМ Киргизії м. Фрунзе
З 1981 до 1983 — Інспектор відділу організаційно-партійної роботи ЦК КП Киргизії
З 1983 до 1985 — Перший секретар Рибачинського Міського Комітету Комуністичної партії Киргизії
З 1985 до 1991 — Перший секретар Міського Комітету Фрунзе Комуністичної партії Киргизії
З 1991 до 1993 — Повноважний представник-міністр Республіки Киргизстан в Україні.
З 1993 до 1998 — Надзвичайний і Повноважний Посол Киргизької Республіки в Україні.
З 1998 до 2001 — Заступник Міністра національної безпеки Киргизької Республіки
З 2001 до 2007 — Надзвичайний і Повноважний Посол Киргизстану в Узбекистані.
З 2006 до 2010 — Голова Ради директорів ВАТ Киргиз «Тоо-Таш».
У 2010 році — тимчасовий повірений Киргизії в Росії.
З 10 листопада 2010 по 5 квітня 2012 року — Надзвичайний та Повноважний Посол Киргизької Республіки в Росії, та у Вірменії за сумісництвом.
З травня 2012 по 18 грудня 2015 рр. — Надзвичайний та Повноважний Посол Киргизької Республіки в Україні.